# Haugar Vestfold Kunstmuseum

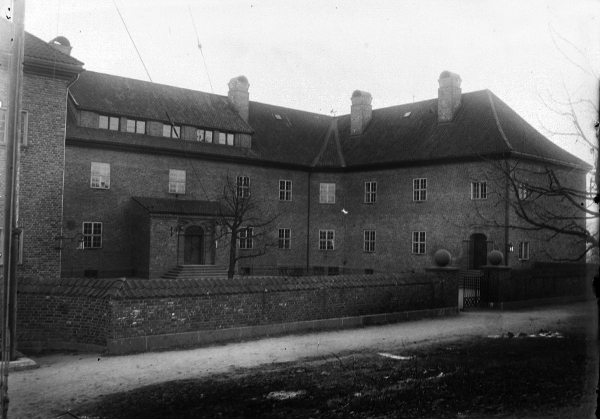
Haugar Vestfold Kunstmuseums fastighet. Bilden är tagen 1925, då den var sjömansskolebyggnad.

Haugar Vestfold Kunstmuseum är ett konstmuseum i Tønsberg i Norge med utställningar med huvudsakligen norsk samtidskonst. 
Konstmuseet har lokaler i den tidigare sjömansskolan i Haugar i Tønsberg, vilken uppfördes 1918-21. Museet drivs av en av Tønsbergs kommun och Vestfolds landsting 1993 bildad stiftelse. Det invigdes i september 1995.
Museet har, förutom tillfälliga utställningar, en permanent utställning med verk av Kjartan Slettemark och Frans Widerberg.